# Koolhoven F.K.30 Toerist

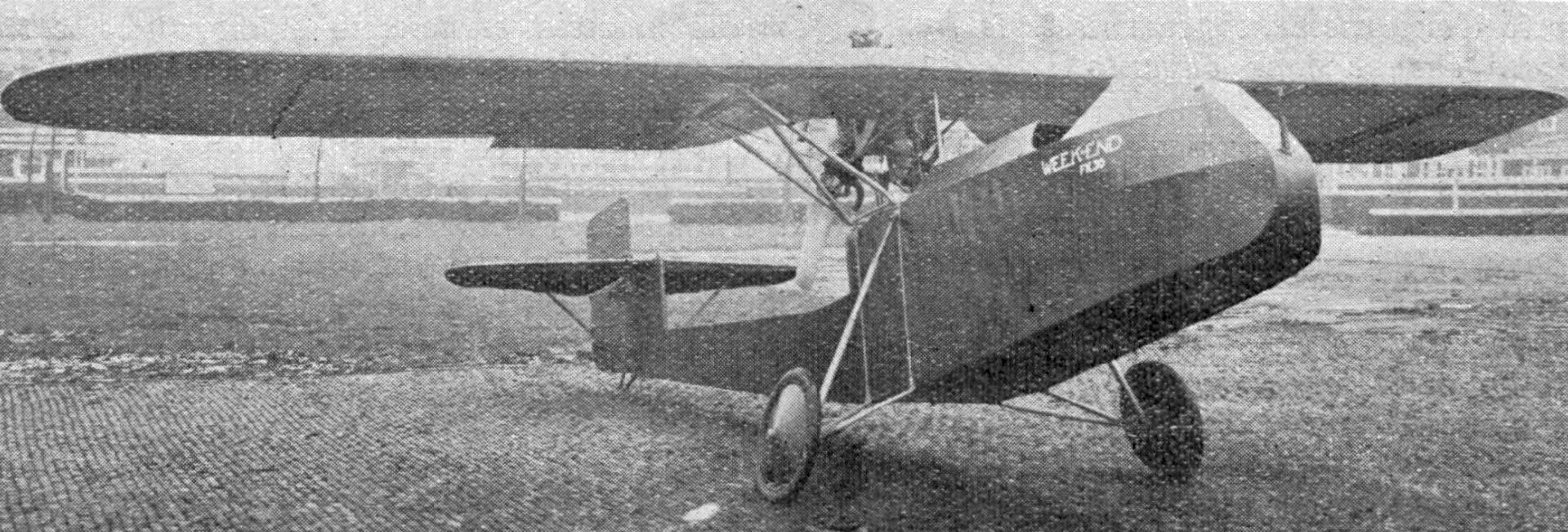
Koolhoven FK-30 Toerist (1928)

De Koolhoven F.K.30 Toerist was een tweepersoons hoogdekker sportvliegtuig ontworpen door Frits Koolhoven. De piloot en de passagier zaten achter elkaar in een open kuip voor de vleugel. Het vliegtuig had een inventieve constructie teneinde transport en opslag te vergemakkelijken. De vrijdragende vleugel, samen met de hieraan gemonteerde motor met duwpropeller, kon (op de grond) negentig graden gedraaid worden in de lengterichting van de romp. De eerste vlucht vond plaats in 1927.

## Historie
Frits Koolhoven ontwierp de F.K.30 oorspronkelijk voor de Nationale Vliegtuig Industrie. Maar toen dit bedrijf ophield te bestaan was het F.K.30 prototype het eerste vliegtuig dat hij bouwde voor zijn eigen vliegtuigfabriek. Het vliegtuig trok echter geen kopers en Koolhoven was de enige die erin gevlogen heeft. Uiteindelijk is het prototype verkocht aan Clifford B. Harmon, de voorzitter van de International League of Aviators. Maar het toestel is door hem nooit opgehaald en uiteindelijk gedemonteerd.

## Specificaties
- Type: Koolhoven F.K.30 Toerist
- Rol: Sportvliegtuig

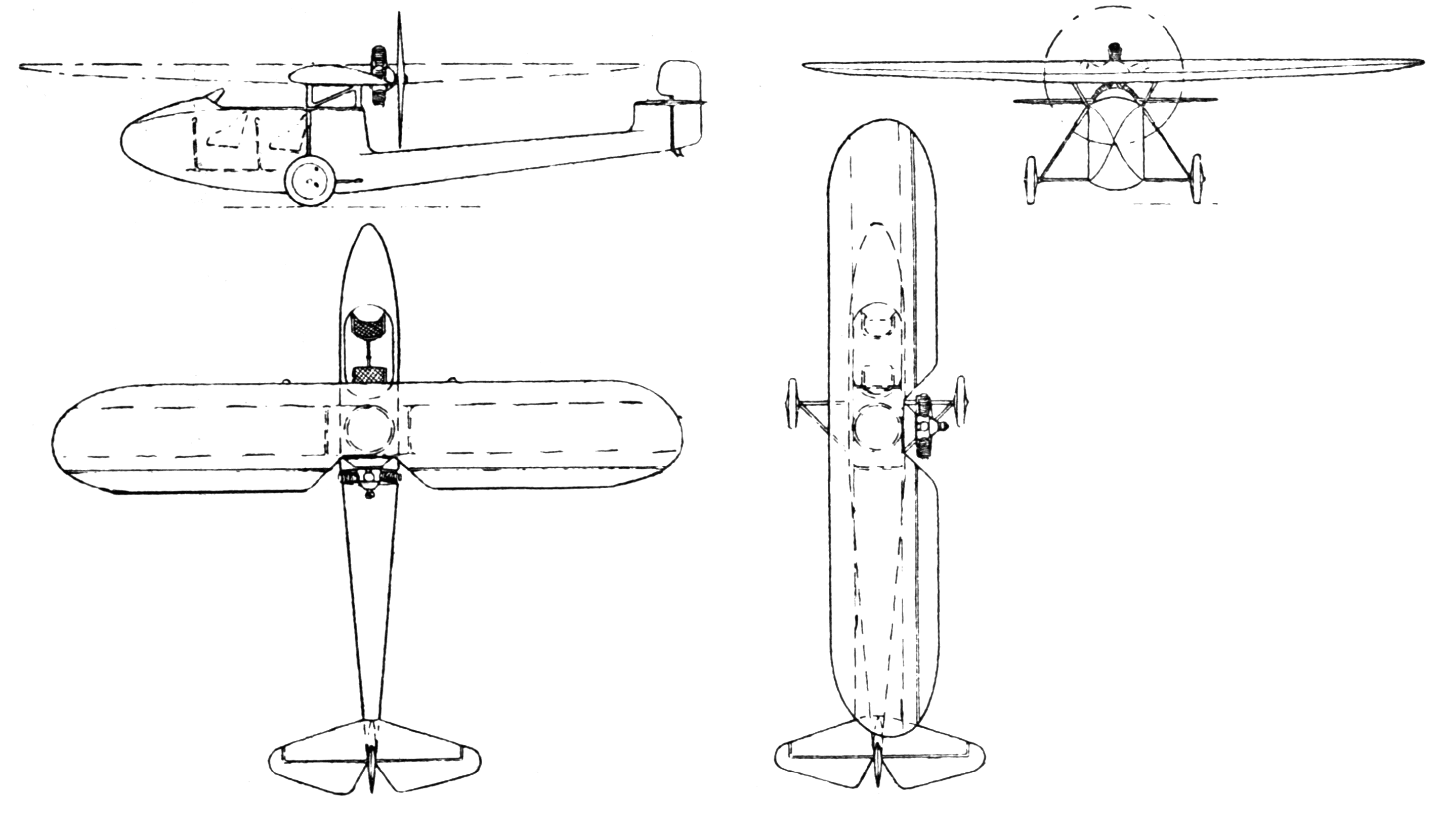
Koolhoven F.K.30 Toerist

- Bemanning: 2 (piloot plus passagier)
- Lengte: 7,5 m
- Spanwijdte: 10,5 m
- Hoogte: 2,15
- Maximum gewicht: 630 kg
- Motor: 1 × Siemens stermotor, 50 pk
- Propeller: tweeblads duwpropeller
- Eerste vlucht: 1927
- Aantal gebouwd: 1 prototype

Prestaties
- Maximumsnelheid: 150 km/u